# Distretto di Nanyumbu
Il distretto di  Nanyumbu è un distretto della Tanzania situato nella regione di Mtwara.  È suddiviso in 14 circoscrizioni (wards) e conta una popolazione di 150 857 abitanti (censimento 2012).
Lista delle circoscrizioni:
- Chipuputa
- Likokona
- Lumesule
- Mangaka
- Maratani
- Masuguru
- Mikangaula
- Mkonona
- Mnanje
- Nandete
- Nangomba
- Nanyumbu
- Napacho
- Sengenya